# Villa San Carlo Borromeo
La Villa San Carlo Borromeo es una residencia histórica, construida en el siglo XIV por los Visconti. Se encuentra en un parque secular de once hectáreas en Senago, a 12 km de Milán.

## Historia
Se encuentra en una colina que, en el siglo VIII a. C., albergaba un asentamiento celta y, más tarde, una fortaleza romana, en la que también se alojó Julio César. La tierra fue ocupada por los lombardos que transformaron el bastión romano en una fortaleza. Sobre las ruinas de esta última, los Visconti construyeron su palacio, cerrado por los cuatro lados. Fue una de las fortalezas utilizadas por Bernabé Visconti.
En 1629, Federico Borromeo, el nuevo propietario de la residencia, decidió demoler uno de los cuatro lados de la estructura original. En 1630, la "Villa" se convirtió, a instancias de Federico Borromeo, en un refugio para los mejores teólogos y pensadores de la época, que huyeron de la ciudad de Milán, donde la peste azotó. Entre la iconografía de época, son famosos los retratos de las residencias borromeas de Francesco Zuccarelli: en el Palacio Borromeo de la Isola Bella de Stresa se conserva la obra que representa el "Palazzo di Senago".
El edificio sufrió modificaciones adicionales bajo Giberto Borromeo que enriqueció el mobiliario, completando los muebles refinados que buscaba Federico, agregando lámparas de araña de cristal y obras de arte de considerable valor. En su testamento, Giberto invitó a sus herederos a respetar la restauración del edificio que había decidido y preservar todos los muebles.
En 1882, el arquitecto de Varedo, Giuseppe Bagatti Valsecchi se casó con Carolina Borromeo. En 1911, Febo Borromeo d'Adda decidió comenzar una nueva restauración fiel a los criterios de la época, que le fue confiada a Fausto Bagatti Valsecchi, cuñado de Carolina. Las huellas y materiales de la obra de los hermanos arquitectos se conservan en el Museo Bagatti Valsecchi.
En la última fase de la Segunda Guerra Mundial, la villa fue ocupada por las SS que destruyeron parte del edificio y sus muebles. Después de la retirada del ejército alemán y con el regreso de la paz, los propietarios de la época decidieron colocar dos estrellas de David en la fachada del Museo Sant'Ambrogio, en una de las entradas a la Villa.
Durante los siete siglos de su historia, Villa San Carlo Borromeo ha sido frecuentada por innumerables artistas italianos y extranjeros. Leonardo da Vinci se quedó en la residencia, así como muchos escritores y artistas: San Carlo Borromeo, Ippolito Pindemonte, Montesquieu, el filósofo francés Denis Diderot, Stendhal, Napoleón, Alessandro Manzoni, Benedetto Croce, Antonio Rosmini, el fundador del futurismo Filippo Tommaso Marinetti, Giovanni Verga, Luigi Pirandello y, en tiempos más recientes, por nombrar solo algunos, el escritor francés de origen rumano Eugène Ionesco, el escritor argentino Jorge Luis Borges, el escritor judío rumano Elie Wiesel y el historiador y novelista chino Shen Dali.

## Restauración
En 1983, la Universidad Internacional del Segundo Renacimiento compró la Villa y el parque a la familia Borromeo, en un estado de abandono de más de veinte años. En ese momento, la estructura del edificio era frágil, la terraza se había derrumbado, los techos estaban dañados, los accesorios estaban en ruinas, la hiedra había erosionado las paredes externas de la Villa, el parque era prácticamente intransitable. Por lo tanto, los nuevos propietarios decidieron comenzar una primera restauración importante que tiene como objetivo proteger la propiedad en sí.
La restauración ha continuado con el tiempo, hasta ahora, fiel a criterios estrictamente conservadores, con la colaboración de ingenieros, expertos, arquitectos, técnicos, historiadores y filólogos que trabajaron juntos bajo la dirección de la Superintendencia del Patrimonio Ambiental y Arquitectónico de Milán.
La restauración involucró el parque, en el que todas las plantas que desaparecieron en los últimos dos siglos se han reinsertado rigurosamente; el edificio principal, el estanque de peces, los museos del parque (museo de Sant'Ambrogio, museo de Sant'Eustorgio, museo de San Protasio); el museo Icehouse; El muro limítrofe de la Villa y las tres puertas de entrada.
Este largo proceso de restauración, una mejora real de la propiedad, ha devuelto a Villa San Carlo Borromeo su belleza original y la ha transformado en un Palacio de turismo cultural y artístico, en la sede de la Universidad Internacional del Segundo Renacimiento y Editorial Spirali. La Villa también alberga congresos, cursos, seminarios, reuniones de organismos públicos y privados, tanto italianos como extranjeros, y finalmente un museo permanente y un museo para grandes exposiciones.

## Museo

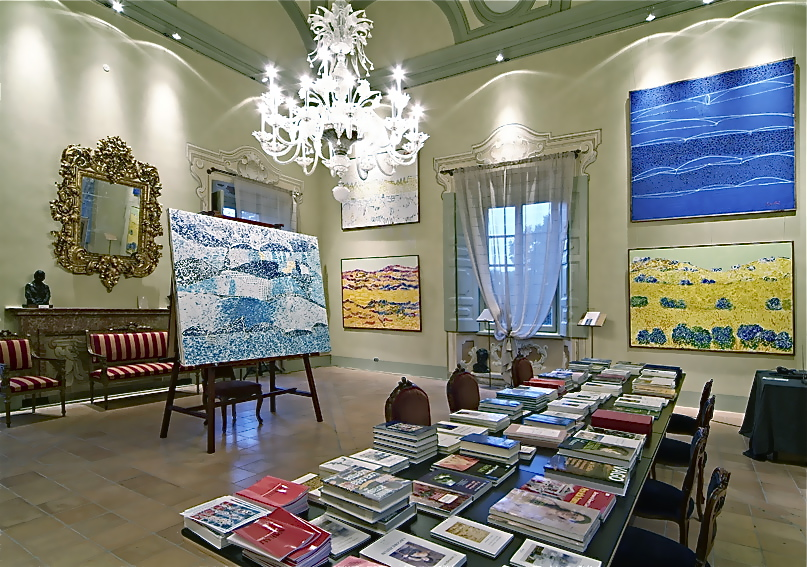
Una sala del Museo

En el museo de Villa San Carlo Borromeo, hoy se organizan numerosas exposiciones de arte de todo el mundo. Además, las salas del museo albergan una colección permanente que consiste en las obras de grandes maestros del siglo XX: artistas italianos y europeos, famosos maestros rusos, incluidos Marc Chagall, Mijaíl Anikushin, Andrej Lyssenko, Ely Bielutin, Josif Gurwič, Grigorij Zejtlin, Alekseij Lazykin. Gracias a la organización de seminarios, conferencias, representaciones teatrales y exposiciones, la tradición artística nacida gracias al patrocinio cultural del cardenal Federico Borromeo ha sobrevivido al paso de los siglos.

## Parque
El parque está dividido en dos segmentos distintos. El primero consiste en la elevación central, una vasta meseta cubierta de hierba de 14,000 m², en la que se encuentra la propiedad. Está rodeado de árboles de diversas especies y de considerable tamaño, como, por ejemplo, cedro, magnolia, plátano, tejón, castaño de indias, tilo, tuya gigante, nuez, haya roja, fresno, arce, abedul blanco, acacia japonesa, secoya, ginkgo biloba, abeto, abeto plateado, pino del Himalaya y roble americano. Esta meseta forma una especie de anfiteatro cubierto de hierba y representa el escenario ideal para organizar eventos, espectáculos y conciertos. El segundo segmento del parque consiste en la parte del perímetro que circunscribe la colina y la Villa a una altitud más baja. Esta es la parte histórica del terreno, donde se han reintroducido las esencias locales y exóticas típicas, que habían desaparecido durante años, para formar el jardín botánico.